# ポセイドン・石川
ポセイドン・石川（ポセイドンいしかわ、1982年8月27日 - ）は、日本のミュージシャン、CITY POP芸人。石川県金沢市出身。日本コロムビア所属。

## 来歴・人物
石川県金沢市出身。金沢学院大学卒業。大学時代にジャズピアノにのめり込み、複雑なボイスリーディングや、ブラックミュージックに傾倒。28歳頃から京都でライブ活動を始め、ムッシュかまやつ、椎名純平、岡崎体育等と共演。30歳の時、平山みきが主催するジングルウィークオーディションに出場し、プロデューサー渡辺忠孝と出会う。東京にてライブ活動を開始する。34歳の時、アーティスト名を本名の今村大祐からポセイドン・石川に改名し、レーベルPoseidon recordsを立ち上げ、 石川県内や都内でのライブ活動や音源制作等、活動。山下達郎を敬愛している。
2018年11月8日、「FANCY CLUB in 代官山UNIT」出演時に日本コロムビアよりメジャーデビューすることを発表。メジャーデビュー曲として美空ひばりの『リンゴ追分』のカバーを同月28日より配信開始した。
芸名のポセイドンは京都時代につけられたニックネーム。石川は出身地と日本画の画塾に通っていた当時の恩師の名前から採られている。

## ジャンル
Jazz、Rock、Progressive

## 活動
- 山下達郎風にJ-POPを歌っている。
J-WAVEで放送中の番組『STEP ONE』（ナビゲーター：サッシャ・寺岡歩美）のワンコーナー「BEHIND THE SCENE」9月18日のオンエアで、山下達郎風カバーのミュージックビデオが話題のCityPop芸人として紹介される。
- 2018年 - DA PUMPの「U.S.A」を山下達郎風にアレンジして歌っている。
- 岡崎体育とも共演している。また『シャチに目をつけられて』というオリジナルの曲を、山下達郎風のボーカルで出している。
- ただし石川自身は尊敬の念から「あの方」と呼称し、メディアでも多くは「あの方」風と表記される[6]。
- 2017年12月15日 - ポセイドン祭りと題し、東京大塚ハーツプラスにて、南壽あさ子と共演開催[7]。
- 2018年9月19日 - E-ne!〜good for you〜にて、出演[8]。

## ディスコグラフィ

### 配信シングル
| 配信日         | タイトル         | 品番       | 備考                  |
| -------------- | ---------------- | ---------- | --------------------- |
| 2018年11月28日 | リンゴ追分       | COKM-42188 | 美空ひばりのカバー    |
| 2018年12月12日 | め組のひと       | COKM-42189 | ラッツ&スターのカバー |
| 2018年12月19日 | あんたがたどこさ | COKM-42263 |                       |
| 2018年12月26日 | 紅               | COKM-42277 | X JAPANのカバー       |
| 2019年7月24日  | POP IN THE DARK  | COKM-42461 |                       |

## 楽曲提供
- S-Qty「薬指のプライベート」「サンタとUFO」
- 私立恵比寿中学「シングルTONEでお願い」